# Cosmetalepas
Cosmetalepas is een geslacht van weekdieren uit de klasse van de Gastropoda (slakken).

## Soorten
- Cosmetalepas africana (Tomlin, 1926)
- Cosmetalepas concatenata (Crosse & P. Fischer, 1864)
- Cosmetalepas massieri Poppe, Tagaro & Sarino, 2011